# Mudżahid Jusuf al-Amir
Mudżahid Jusuf al-Amir (zm. 15 lipca 1045) – władca taify Denii od 1010 roku do śmierci, z pochodzenia najprawdopodobniej słowiański niewolnik.

## Życiorys
Jego pochodzenie jest nieznane, niemniej najprawdopodobniej wywodził się z terenów słowiańskich. W arabskiej Hiszpanii znany był pod imieniem Mudżahid. Prawdopodobnie początkowo służył w gwardii słowiańskiej, a później został współpracownikiem Abda ar-Rahmana Sanchuelo, syna i następcy Al-Mansura Ibn Abi Aamira zwanego też Almanzor, sprawującego faktyczną władzę w Kalifacie Kordoby na podobnej zasadzie, co majordomowie Merowingów. Z czasem odzyskał wolność i został gubernatorem miasta Dénia. Po wybuchu wojny domowej w kalifacie Kordoby i śmierci Sanchuelo oraz Hiszama II, poparł nowego kalifa, a w czerwcu 1010 roku zaczął tworzenie własnego państwa w rejonie Denii. Początkowo osadził na tronie jednego z krewnych Hiszama II, zachowując tytuł hadżiba (wezyra), jednak z czasem oficjalnie przejął władzę, gdy nowy kalif podjął próbę uzyskania samodzielności. W 1015 roku zajął Baleary i Sardynię, jednak tę ostatnią stracił już w następnym roku. Zmarł 15 lipca 1045 roku.